# Angelli Nesma Medina
Angelli Nesma Medina (Mexico, 1958) é uma produtora mexicana de telenovelas.

## Biografia
Angelli vem desenvolvendo toda sua carreira como produtora de telenovelas na rede de televisão mexicana Televisa. Inicialmente como gerente de produção, sob a supervisão do renomado produtor Valentín Pimstein nas telenovelas mundialmente conhecidas Chispita (1983), e Rosa salvaje (1987). Em seguida Angelli se tornou produtora associada tendo como grande projeto a telenovela infantil Carrusel (1989).
A partir dai Angelli se tornou produtora da Televisa, agora com anos de experiência adquirida, ela já trabalhou em seus projetos com vários atores conhecidos, entre os quais telenovelas de grandes êxitos como: Un gancho al corazón (2008-2009), Al diablo con los guapos (2007-2008), Apuesta por un amor (2004-2005), Niña... amada mía (2003), Por un beso (2000), Camila (1998-1999), Sin ti (1997-1998), María la del barrio  (1995-1996), Entre la vida y la muerte (1993), Abismo de pasión (2012) e Lo que la vida me robó (2013) - (2014), seu maior sucesso de audiência.
Entre os projetos que não obtiveram bons níveis de audiências no México e foram considerados como fracassos estão as telenovelas: Amar sin límites (2006) - (2007), Mi querida Isabel (1997), Que te perdone Dios (2015) e Tres veces Ana (2016).

## Trajetória

### Produtora executiva
- Tu vida es mi vida (2024)
- Amor dividido (2022)
- Me declaro culpable (2017-2018)
- Tres veces Ana (2016-2017)
- Que te perdone Dios (2015)
- Lo que la vida me robó (2013-2014)
- Abismo de Pasión (2012)
- Llena de amor (2010-2011)
- Un gancho al corazón (2008-2009)
- Al diablo con los guapos (2007-2008)
- Amar sin límites (2006-2007)
- Apuesta por un amor (2004-2005)
- Niña amada mía (2003)
- Por un beso (2000-2001)
- Por tu amor (1999)
- Camila (1998-1999)
- Sin ti (1997-1998)
- Mi querida Isabel (1996-1997)
- María la del Barrio (1995-1996)
- Entre la vida y la muerte (1993)

### Produtora associada
- Mi pequeña Soledad (1990)
- Carrusel (1989-1990)

### Gerente de produção
- Rosa salvaje (1987)
- Los años felices (1984)
- Chispita (1983)
- El hogar que yo robé (1981)
- Viviana (1978)